# Наум Йосифов
Наум (Наумче) Йосифов Митрев с псевдоними Н. Й. и Димо е български революционер, деец на Вътрешната македоно-одринска революционна организация и Вътрешната македонска революционна организация.

## Биография
Наум Йосифов е роден през 1888 година в Охрид, тогава в Османската империя. Син е на Баба Кръста Йосифова, чиято къща е основна квартира на ВМОРО в града, и която е многократно задържана от турските и сръбските власти. Брат е на Илия Йосифов и Владимир Йосифов, също участници в революционното движение. В 1902 година влиза във ВМОРО. В края на годината е арестуван и измъчван. Амнистиран е през пролетта на 1903 година. Изпълнява куриерски задачи. През Илинденско-Преображенското въстание е четник. След въстанието през есента заминава на гурбет в Румъния. В края на 1904 година пристига в София и се присъединява към четата на Иван Наумов Алябака, с която заминава за Велешко.
След възстановянето на революционната организация през 1910 година е войвода на Гяваткол.
При избухването на Балканската война в 1912 година е доброволец в Македоно-одринското опълчение в трета отделна партизанска рота и Сборна партизанска рота на МОО. Награден е с орден „За храброст“ IV степен.
През Междусъюзническата война и по време на Охридско-Дебърското въстание се бори против сръбската армия в Охридско.
След 1923 година е войвода в Охридско. През пролетта на 1925 година преминава река Вардар заедно с четите на Илия Которкин, Андон Попщерев, Тале Андонов и Петър Ангелов с куриерска чета на Христо Андонов. На 18 юли 1925 година четата на Наум Йосифов дава голямо сражение на сръбската жандармерия, която отстъпва с няколко жертви. Това сражение кара сръбския военен комендант в Охрид Лазаревич да иска бързо десет хилядна войска от Битоля и Скопие, „за да не се получи това, което стана в 1913“.
След убийството на Александър Протогеров през 1928 година, Йосифов с мнозинството охридчани е на страната на протогеровистите, но през 1930 година с декларация минава на страната на Иван Михайлов.
През 1946 година Наум Йосифов е арестуван от сърбокомунистическите власти в Охрид и е осъден на смърт. По-късно присъдата е променена на доживотен затвор.